# Film in 1988
Dit artikel gaat over de film in het jaar 1988.

## Succesvolste films
De tien films uit 1988 die het meest opbrachten.
| Rang | Titel                   | Distributeur         | Opbrengst wereldwijd |
| ---- | ----------------------- | -------------------- | -------------------- |
| 1    | Rain Man                | MGM                  | $ 354.825.435        |
| 2    | Who Framed Roger Rabbit | Walt Disney Pictures | $ 329.803.958        |
| 3    | Coming to America       | Paramount Pictures   | $ 288.752.301        |
| 4    | Crocodile Dundee II     | Paramount Pictures   | $ 239.606.210        |
| 5    | Twins                   | Universal Pictures   | $ 216.614.388        |
| 6    | Rambo III               | TriStar Pictures     | $ 189.015.611        |
| 7    | Cocktail                | Walt Disney Pictures | $ 171.504.781        |
| 8    | Big                     | 20th Century Fox     | $ 151.668.774        |
| 9    | Die Hard                | 20th Century Fox     | $ 140.767.956        |
| 10   | Working Girl            | 20th Century Fox     | $ 102.953.112        |

## Lijst van films
- Above the Law
- The Accidental Tourist
- The Accused
- Akira
- Alien from L.A.
- Amsterdamned
- Baja Oklahoma
- Bat*21
- Beaches
- Beetlejuice
- Big
- Big Business
- The Big Picture
- Biloxi Blues
- Bird
- The Blob
- Bloodsport
- Bright Lights, Big City
- Bull Durham
- Buster
- Casual Sex?
- Child's Play
- Cocktail
- Cocoon: The Return
- Colors
- Coming to America
- Crash Course
- Crocodile Dundee 2
- D.O.A.
- Dagboek van een oude dwaas
- Dance 'Til Dawn
- Dangerous Liaisons
- Deathstalker and the Warriors from Hell
- Die Hard
- Dirty Rotten Scoundrels
- Distant Voices, Still Lives
- Donna Donna
- Earth Girls Are Easy
- Eight Men Out
- A Fish Called Wanda
- For Keeps?
- For Queen and Country
- Frantic
- Fright Night Part II
- Funny Farm
- Gorillas in the Mist: The Story of Dian Fossey
- Le grand bleu
- Grave of the Fireflies
- The Great Outdoors
- Hanussen
- Hellbound: Hellraiser II
- Hersenschimmen
- Hobgoblins
- Homeboy
- Honneponnetje
- I Saw What You Did
- The Incredible Hulk Returns
- Jody en het hertejong
- Johnny Be Good
- De kollega's maken de brug
- Kroamschudd'n in Mariaparochie
- The Last Temptation of Christ
- La leggenda del santo bevitore (Franse titel: La Légende du saint buveur)
- License to Drive
- Madame Sousatzka
- Magdalene
- Le Maître de musique
- Married to the Mob
- Medea
- Midnight Run
- Miles from Home
- Mississippi Burning
- Moonwalker
- Mujeres al borde de un ataque de nervios
- My Neighbor Totoro
- My Stepmother Is an Alien
- Mystic Pizza
- Nico
- The Naked Gun: From the Files of Police Squad!
- The Nature of the Beast
- The New Adventures of Pippi Longstocking
- A Night in the Life of Jimmy Reardon
- Nightmare at Noon
- A Nightmare on Elm Street 4: The Dream Master
- Not of This Earth
- Oliver & Co. (Engelse titel: Oliver & Company)
- Police Academy 5: Assignment Miami Beach
- Poltergeist III: The Final Chapter
- The Prince of Pennsylvania
- Quelques jours avec moi
- Rain Man
- Rambo III
- Red Heat
- Running on Empty
- Salsa
- Satisfaction
- Schooldaze
- Scooby-Doo and the Ghoul School
- Scooby-Doo and the Reluctant Werewolf
- Scrooged
- The Seventh Sign
- She's Having a Baby
- Short Circuit 2
- Space Mutiny
- Spoorloos
- Stand and Deliver
- Sunset
- Sweet Hearts Dance
- Tabataba
- Tequila Sunrise
- They Live
- Tin Toy
- Tucker: The Man and His Dream
- Twins
- Two Moon Junction
- The Unbearable Lightness of Being
- Weekend at Bernie's
- Who Framed Roger Rabbit
- Willow
- Working Girl
- Young Guns

1870-1879 · 1880-1889 · 1890 · 1891 · 1892 · 1893 · 1894 · 1895 · 1896 · 1897 · 1898 · 1899 · 1900 · 1901 · 1902 · 1903 · 1904 · 1905 · 1906 · 1907 · 1908 · 1909 · 1910 · 1911 · 1912 · 1913 · 1914 · 1915 · 1916 · 1917 · 1918 · 1919 · 1920 · 1921 · 1922 · 1923 · 1924 · 1925 · 1926 · 1927 · 1928 · 1929 · 1930 · 1931 · 1932 · 1933 · 1934 · 1935 · 1936 · 1937 · 1938 · 1939 · 1940 · 1941 · 1942 · 1943 · 1944 · 1945 · 1946 · 1947 · 1948 · 1949 · 1950 · 1951 · 1952 · 1953 · 1954 · 1955 · 1956 · 1957 · 1958 · 1959 · 1960 · 1961 · 1962 · 1963 · 1964 · 1965 · 1966 · 1967 · 1968 · 1969 · 1970 · 1971 · 1972 · 1973 · 1974 · 1975 · 1976 · 1977 · 1978 · 1979 · 1980 · 1981 · 1982 · 1983 · 1984 · 1985 · 1986 · 1987 · 1988 · 1989 · 1990 · 1991 · 1992 · 1993 · 1994 · 1995 · 1996 · 1997 · 1998 · 1999 · 2000 · 2001 · 2002 · 2003 · 2004 · 2005 · 2006 · 2007 · 2008 · 2009 · 2010 · 2011 · 2012 · 2013 · 2014 · 2015 · 2016 · 2017 · 2018 · 2019 · 2020 · 2021 · 2022 · 2023 · 2024 · 2025